# Чемпионат России по боевому самбо 2017
Чемпионат России по боевому самбо 2017 года проходил в Нижнем Новгороде с 24 по 27 февраля.

## Медалисты
| Весовая категория | Золото                                     | Серебро                                 | Бронза                                                                  |
| ----------------- | ------------------------------------------ | --------------------------------------- | ----------------------------------------------------------------------- |
| до 52 кг          | Родион Асканаков Кабардино-Балкария        | Владимир Ламанов Нижегородская область  | Эмиль Константинов Республика Алтай Рустам Конзошев Республика Алтай    |
| до 57 кг          | Мухтар Гамзаев СКФО                        | Курбан Магомедов Москва                 | Тагир Уланбеков ПФО Александр Нестеров ПФО                              |
| до 62 кг          | Рустам Талдиев Санкт-Петербург             | Александр Саликов Нижегородская область | Имран Джавадов Нижегородская область Сергей Разин Нижегородская область |
| до 68 кг          | Даниил Воеводин ЦФО                        | Павел Пантелеев СФО                     | Фёдор Дурыманов Санкт-Петербург Ибрагим Дугиев ЦФО                      |
| до 74 кг          | Байзет Хатхоху Краснодарский край          | Ованес Абгарян Костромская область      | Заур Азизов Московская область Умар Исмаилов Иркутская область          |
| до 82 кг          | Алексей Иванов Москва                      | Икрам Алискеров ПФО                     | Лазиз Адизов СФО Раймонд Магомедалиев Москва                            |
| до 90 кг          | Вячеслав Василевский Нижегородская область | Султан Алиев Дагестан                   | Саид Саидов Дагестан Шамиль Курамагомедов Дагестан                      |
| до 100 кг         | Вадим Немков ЦФО                           | Михаил Мохнаткин Санкт-Петербург        | Артём Мусин СФО Виктор Немков ЦФО                                       |
| свыше 100 кг      | Кирилл Сидельников Белгородская область    | Денис Гольцов Санкт-Петербург           | Паша Хархачаев Дагестан Денис Полехин Москва                            |